# جیهان تسدلن
جیهان تسدلن (انگلیسی: Cihan Tasdelen؛ زادهٔ ۶ ژوئن ۱۹۷۵) بازیکن فوتبال اهل آلمان است.
از باشگاه‌هایی که در آن بازی کرده‌است می‌توان به باشگاه ورزشی استانبول‌اسپور اشاره کرد.